# Qizhong Forest Sports City Arena
Qizhong Forest Sports City Arena (chiń. 上海旗忠森林体育城网球中心; pinyin Shànghǎi Qízhōng Sēnlín Tǐyùchéng Wǎngqiú Zhōngxīn) lub Qi Zhong Stadium (chiń. 旗忠网球中心; pinyin Qízhōng Wǎngqiú Zhōngxīn) – kompleks tenisowy w chińskim Szanghaju.
Obiekt wybudowany został w 2005 roku, a jego największą budowlą jest kort centralny o pojemności 15 000 widzów. Arena posiada rozsuwany dach przypominający swoim kształtem magnolię, dając w ten sposób możliwość organizowania imprez w hali.
Do 2008 roku był to największy obiekt tenisowy w Azji, kiedy to oddano do użytkowania Olympic Green Tennis Center w Pekinie.
Wraz z zakończeniem drugiej fazy inwestycji w kompleksie ma być łącznie 40 kortów (centralny kort, 3 mniejsze stadiony pod zadaszeniem, 14 halowych kortów i 22 odkryte boiska tenisowe).
W latach 2005–2008 w Qizhong Forest Sports City Arena organizowany był męski turniej Tennis Masters Cup, a zawodnicy grali pod zadaszeniem. W 2009 roku zawody zostały przeniesione do Londynu, jednak od tego samego roku na obiekcie panowie zaczęli rywalizować w ramach rozgrywek ATP World Tour Masters 1000, pod nazwą Shanghai Masters.
W kompleksie oprócz zawodów tenisowych odbywają się imprezy siatkówki, koszykówki, lub też tenisa stołowego.